# 第1陸曹教育隊
第1陸曹教育隊（だいいちりくそうきょういくたい、1st Sergeant Training Unit）は、陸上自衛隊東千歳駐屯地（北海道千歳市）に駐屯する北部方面混成団隷下の教育部隊である。

## 概要
隊長は1等陸佐（三）が充てられ、隊本部、共通教育中隊、普通科教育中隊、特科教育中隊、上級陸曹教育中隊、最先任上級曹長教育班からなり、上級陸曹教育中隊のみが倶知安駐屯地に分かれて駐屯している。陸曹への昇任予定者（陸曹候補生課程、生徒陸曹候補生課程）、普通科・野戦特科職種の特技（初級陸曹特技課程）、語学（陸曹基礎英語課程）、上級陸曹（陸曹上級課程）および中級陸曹（陸曹中級課程）、最先任上級曹長（連隊・大隊等最先任上級曹長課程および先任上級曹長集合教育）等の教育を担任する。
2004年（平成16年）3月に北部方面教育連隊への改編に伴い廃止されたが、2011年（平成23年）4月、北部方面混成団への改編に伴い再編。北部方面混成団の隷下部隊となる。一度廃止となった部隊が称号を引き継ぎ再編成されるのは、陸上自衛隊の歴史上初のことであり、（2024年3月21日現在では4例しか存在しない（2例目は2017年3月の第3施設団及び第13施設群の再編成、3例目は2021年3月の東北方面会計隊第384会計隊の再編成。4例目は2024年3月の第5高射特科群および第303高射直接支援中隊の再編成）。教育理念は「積極果敢 進んで難局にあたる」。

## 沿革
第1陸曹教育隊（新編）
- 1954年（昭和29年）
  - 7月5日：第1陸曹教育隊（総務科・訓練科・管理科・第1共通教育中隊・第2共通教育中隊・普通科教育中隊）が札幌駐屯地において編成完結。
  - 10月24日：第1陸曹教育隊が札幌駐屯地から真駒内駐屯地に移駐。
- 1971年（昭和46年）7月29日：第1陸曹教育隊が真駒内駐屯地から東千歳駐屯地に移駐。
- 1974年（昭和49年）8月1日：部隊改編。

1. 上級陸曹教育中隊を新編。
2. 特科教育中隊を新編[2]。

- 1982年（昭和57年）3月25日：75式130mm自走多連装ロケット弾発射機が導入による改編。
- 1996年（平成08年）3月29日：上級陸曹教育中隊が東千歳駐屯地から倶知安駐屯地に移駐。

北部方面教育連隊
- 2004年（平成16年）3月29日：第1陸曹教育隊が廃止・改編され、北部方面教育連隊を東千歳駐屯地に新編。

※ 隷下部隊は北部方面教育連隊に隷属した共通教育中隊（旧:第1共通教育中隊）、普通科教育中隊、特科教育中隊および上級陸曹教育中隊（倶知安駐屯地）となる。
第1陸曹教育隊（再編）
- 2011年（平成23年）4月22日：第1陸曹教育隊が北部方面教育連隊隷下の4個教育中隊を基幹として東千歳駐屯地に再編成。
- 2013年（平成25年）4月1日：共通教育中隊が生徒陸曹候補生課程の教育担任となる[注釈 1]。

## 部隊編成
- 第1陸曹教育隊本部
  - 総務科
  - 訓練科
  - 管理科「1曹教-本」
- 共通教育中隊「1曹教-共」
  - 普通科・野戦特科を除く職種の陸曹候補生課程、生徒陸曹候補生課程、陸曹基礎英語課程を担任。
- 普通科教育中隊「1曹教-普」
  - 普通科の陸曹候補生課程、初級陸曹特技課程（陸曹として必要な各職種・特技の教育）を担任。
- 特科教育中隊「1曹教-特」：99式自走155mmりゅう弾砲
  - 野戦特科の陸曹候補生課程、初級陸曹特技課程を担任。
- 上級陸曹教育中隊「1曹教-上」（倶知安駐屯地）
  - 「陸曹中級課程」、「陸曹上級課程」を担任。

- 最先任上級曹長教育班
  - 「最先任上級曹長課程（連・大隊等）」、「先任上級曹長集合教育」を担任。

## 主要幹部
| 官職名          | 階級    | 氏名     | 補職発令日     | 前職                |
| --------------- | ------- | -------- | -------------- | ------------------- |
| 第1陸曹教育隊長 | 1等陸佐 | 寺田泰紹 | 2024年12月20日 | 第9師団司令部監察官 |

| 代 | 氏名                 | 在職期間                        | 前職                                               | 後職                                                 |
| -- | -------------------- | ------------------------------- | -------------------------------------------------- | ---------------------------------------------------- |
| 01 | 高橋健三 （2等陸佐） | 1954年07月05日 - 1956年08月14日 |                                                    | 第2普通科連隊副連隊長                                |
| 02 | 佐藤順蔵 （2等陸佐） | 1956年08月15日 - 1959年07月31日 | 滝川駐とん地業務隊長                               | 第3管区総監部付 →1959年8月14日 第2教育団本部訓練科長 |
| 03 | 八木衛               | 1959年08月01日 - 1961年07月31日 | 第18普通科連隊第2大隊長                            | 西部方面総監部第2部長                                |
| 04 | 中野子昇             | 1961年08月01日 - 1964年03月15日 | 陸上自衛隊富士学校研究員                           | 陸上自衛隊幹部学校学校教官                           |
| 05 | 長谷川巌 （2等陸佐） | 1964年03月16日 - 1965年07月15日 | 第1戦車群副群長                                    |                                                      |
| 06 | 園田鉄夫 （2等陸佐） | 1965年07月16日 - 1968年03月15日 | 第31普通科連隊副連隊長                             | 霞ヶ浦駐とん地業務隊長                               |
| 07 | 加養榮男             | 1968年03月16日 - 1971年03月15日 | 普通科教導連隊副連隊長 →1970年7月1日 1等陸佐昇任   | 第24普通科連隊長                                     |
| 08 | 島田敏彦             | 1971年03月16日 - 1973年03月15日 | 陸上幕僚監部第1部勤務                              | 北部方面総監部第2部長                                |
| 09 | 北村宜次             | 1973年03月16日 - 1974年07月15日 | 第1空挺団本部勤務                                  | 第26普通科連隊長 兼 留萌駐とん地司令                 |
| 10 | 岩崎俊毅             | 1974年08月01日 - 1977年07月31日 | 檜町駐屯地業務隊付 →1975年1月1日 1等陸佐昇任       | 第1教育団本部訓練科長                                |
| 11 | 松川彰               | 1977年08月01日 - 1978年11月30日 | 陸上自衛隊富士学校勤務                             | 第32普通科連隊長                                     |
| 12 | 久保福雄             | 1978年12月01日 - 1980年07月31日 | 北部方面総監部資料課長 →1979年1月1日 1等陸佐昇任   | 陸上自衛隊富士学校総合研究開発部 研究員              |
| 13 | 若井徳之助           | 1980年08月01日 - 1982年08月01日 | 陸上自衛隊富士学校総合研究開発部 第1主任研究開発官 | 自衛隊山形地方連絡部長                               |
| 14 | 稲月晄司             | 1982年08月02日 - 1985年03月15日 | 陸上自衛隊富士学校学校教官                         | 旭川駐屯地業務隊長                                   |
| 15 | 石田鎭章             | 1985年03月16日 - 1987年03月31日 | 陸上自衛隊化学学校学校教官                         | 南恵庭駐屯地業務隊長                                 |
| 16 | 牛島昭人             | 1987年04月01日 - 1989年07月31日 | 第2特科連隊副連隊長 →1987年8月1日 1等陸佐昇任      | 北部方面総監部勤務                                   |
| 17 | 遠藤政則             | 1989年08月01日 - 1991年07月31日 | 東部方面総監部総務部法務課長                       | 東部方面総監部勤務                                   |
| 18 | 奥山豊仁             | 1991年08月01日 - 1994年07月31日 | 陸上自衛隊業務学校研究員                           | 東部方面総監部勤務                                   |
| 19 | 福島正昭             | 1994年08月01日 - 1997年03月27日 | 第7師団司令部監察官                                | 名寄駐屯地業務隊長                                   |
| 20 | 石井光               | 1997年03月28日 - 1999年03月22日 | 東北方面総監部援護室長                             | 陸上自衛隊東北補給処企画室長                         |
| 21 | 宮脇隆               | 1999年03月23日 - 2001年07月31日 | 岩見沢駐屯地業務隊長 →1999年7月1日 1等陸佐昇任     | 北部方面総監部勤務                                   |
| 末 | 澤畠博               | 2001年08月01日 - 2004年03月28日 | 第44普通科連隊副連隊長                             | 陸上自衛隊富士学校学校教官                           |

| 代 | 氏名                   | 在職期間                        | 前職                                                       | 後職                                  |
| -- | ---------------------- | ------------------------------- | ---------------------------------------------------------- | ------------------------------------- |
| 01 | 脇屋義明               | 2011年04月22日 - 2013年11月30日 | 北部方面総監部総務部 地域連絡調整課長                      | 第7師団司令部付                       |
| 02 | 松田正行               | 2013年12月01日 - 2015年03月22日 | 帯広駐屯地業務隊長                                         | 第7師団司令部付                       |
| 03 | 野々上美智明           | 2015年03月23日 - 2016年07月31日 | 中部方面総監部総務部広報室長                               | 中部方面総監部付                      |
| 04 | 森迫隆文               | 2016年08月01日 - 2017年07月31日 | 第4普通科連隊長                                            | 防衛大学校訓練部学生課補導室長        |
| 05 | 古越万紀人 （2等陸佐） | 2017年08月01日 - 2019年11月30日 | 陸上自衛隊研究本部勤務                                     | 陸上自衛隊会計監査隊 中部方面分遣隊長 |
| 06 | 前田貴大               | 2019年12月01日 - 2022年12月22日 | 普通科教導連隊副連隊長 →2021年7月1日 1等陸佐昇任           | 第30普通科連隊長 兼 新発田駐屯地司令  |
| 07 | 三品憲一郎             | 2022年12月23日 - 2024年12月19日 | 陸上自衛隊開発実験団本部総務科長 →2023年7月1日 1等陸佐昇任 | 陸上自衛隊富士学校普通科部 研究課長   |
| 08 | 寺田泰紹               | 2024年12月20日 -                | 第9師団司令部監察官                                        |                                       |